# Myrmarachne luteopalpis
Myrmarachne luteopalpis är en spindelart som beskrevs av Huang J. 2004. Myrmarachne luteopalpis ingår i släktet Myrmarachne och familjen hoppspindlar. Inga underarter finns listade i Catalogue of Life.